# 尼克拉斯·兰丁·雅各布森
尼克拉斯·兰丁·雅各布森（丹麥語：Niklas Landin Jacobsen，1988年12月19日—），丹麦男子手球运动员。他曾代表丹麦国家队参加2012年、2016年和2020年夏季奥林匹克运动会手球比赛，获得一枚金牌和一枚银牌。